# Hermann Pleuer
Hermann Pleuer (1863-1911) est un peintre impressionniste wurtembergeois.

## Biographie
Né à Schwäbisch Gmünd le 5 avril 1863, fils d'un orfèvre, Hermann Pleuer fait ses études à l'école d'art appliqués de Stuttgart (1879–1881) et à l'académie de Stuttgart (1881–1883), puis à l'Académie de Munich. Il retourne à Stuttgart en 1886 où il mène une vie de Bohème, peignant des scènes de la vie nocturne, avant d'être fasciné par la technologie industrielle. Il a comme mécène Franz Baron von Koenig-Fachsenfeld (1866-1918).
Il meurt de la tuberculose le 6 janvier 1911 à l'âge de 47 ans.

## Galerie

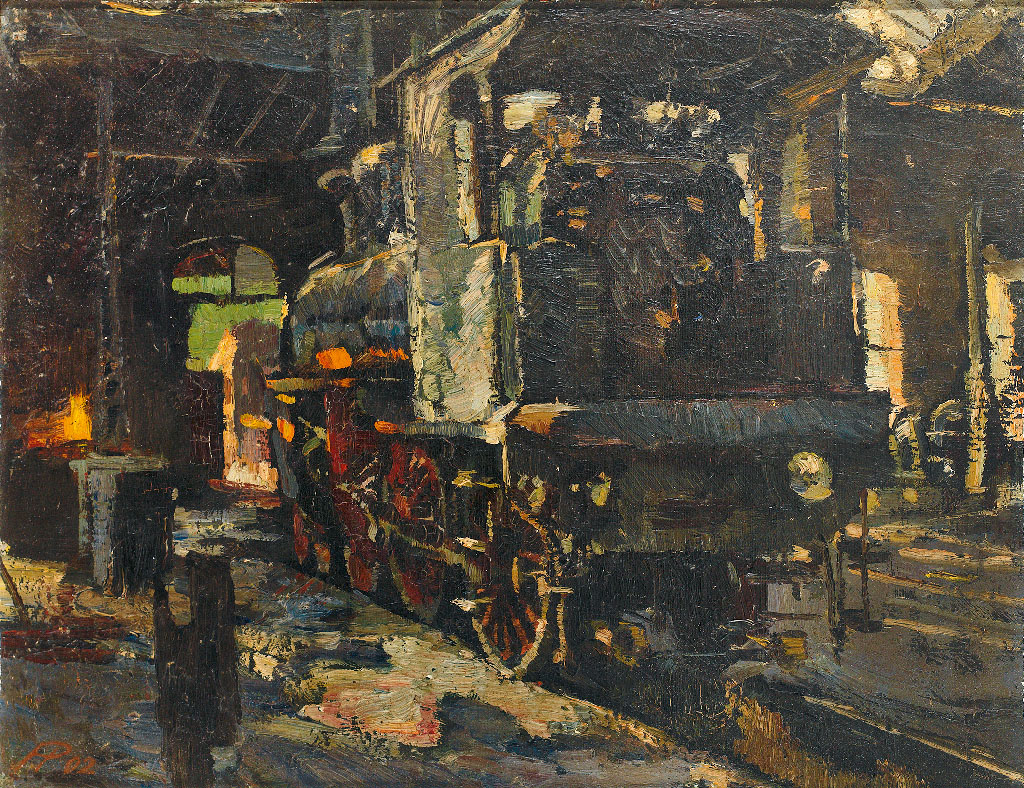
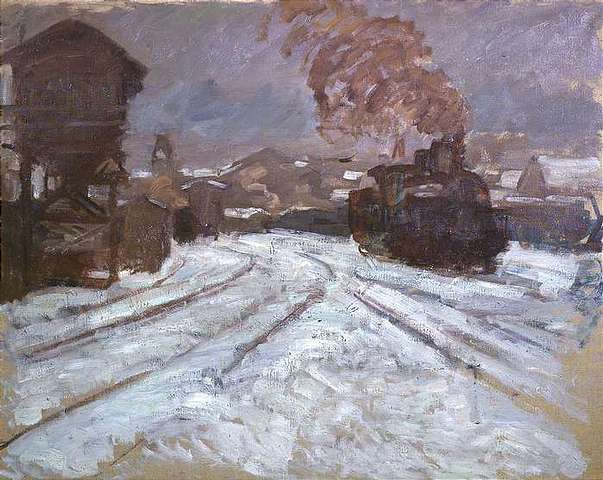
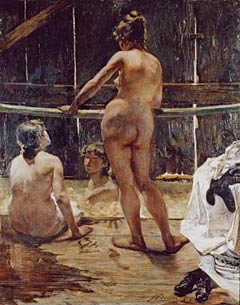